# Iskra Partner
Partner je 8-bitno računalo kojeg je u Sloveniji proizvodila tvrtka Iskra Delta od 1983. do 1987.
Uglavnom se koristilo u školama i tvrtkama. Ovo je računalo imalo integrirani zaslon i odvojenu tipkovnicu. Postojale su izvedbe s jednom ili dvije disketne jedinice, te kombinacijom tvrdog diska i disketne jedinice. Bilo je zasnovano na mikroprocesoru Z80A s radnim taktom od 4 MHz, a operacijski sustav je bio CP/M Plus (verzija 3.0).
Naknadno je proizvedena verzija nazvana Partner GDP koja je uz poboljšanu emulaciju terminala mogla prikazivati i grafiku (GDP dolazi od eng. Graphic Display Processor).

## Značajke
- Mikroprocesor: Z80A na 4 MHz
- ROM: 4 KB
- RAM: 2 x 64 KB
- Pohrana podataka: 5,25" disketa
- Ekran: 26 linija × 80 znakova
- Ugrađen monokromatski 12" zaslon
- Priključci za vanjske uređaje: RS232C
- Operativni sustav: CP/M, MP/M
- Tipkovnica: QWERTZ

## Vanjske poveznice
- Iskra Delta Partner (SloRaDe, Slovenska računalniška dediščina)